# Imanol Chávez
Imanol Chávez (ur. 16 września 1993) – hiszpański futsalista, zawodnik z pola, obecnie zawodnik Constraktu Lubawa, z którym w sezonie 2019/2020 zdobył wicemistrzostwo i Puchar Polski, zdobywca Pucharu Hiszpanii z Jaén Paraíso Interior w sezonie 2017/2018, Mistrz Rumunii z City’US Târgu Mures w sezonie 2015/2016.